# Arno Puškáš
Arno Puškáš (4. února 1925 Košice – 9. června 2001) byl přední slovenský horolezec, publicista, chatař, člen Horské služby.

## Lezení a psaní
Na svém kontě měl přes dvě stě prvovýstupů ve Vysokých Tatrách, kde dlouhé roky pracoval jako chatař v objektu Chata pod Rysmi.
Dále lezl v Julských Alpách, na Mt. Blanc, Grossglockner. Pyreneje, Atlas, Olymp.
V r. 1969 a 1971 se zúčastnil prvních dvou československých expedic na Nanga Parbat. Na té druhé vylezl na předvrchol Čongru a jihovýchodní vrchol Nanga Parbat (7530 m). Účastnil se též dalších horolezeckých expedic Romsdal, Ahhagar, třikrát Fanské vrchy, Pamír 1979 – Kullai Ismoili Somonij.
Slovenský nejvýznamnější horolezecký publicista – celkem napsal 18 knih, 2 povídky, asi 1200 článků s horolezeckou tematikou. Polyglot, fotograf, grafik. Jeho životním dílem je podrobný desetidílný Horolezecký průvodce Vysoké Tatry, jenž psal a vydával 32 let.

## Publikace
- A. Puškáš: Horolezci v tatranských stěnách, Tatran 1957
- A. Puškáš: Přátelství na laně, ČSN 1954
- A. Puškáš: Vysoké Tatry – Horolezecký průvodce, monografie, Sport. 10 dílů: I. díl 1957, II. díl 1959, ..., X. díl 1989
- A. Puškáš, I. Urbanovič: Nanga Parbat, Pressfoto 1972
- A. Puškáš, J. Koršala: Fanské vrchy – svět päťtisícoviek, Pressfoto 1981